# Maurits Dekker
Pour les articles homonymes, voir Dekker.

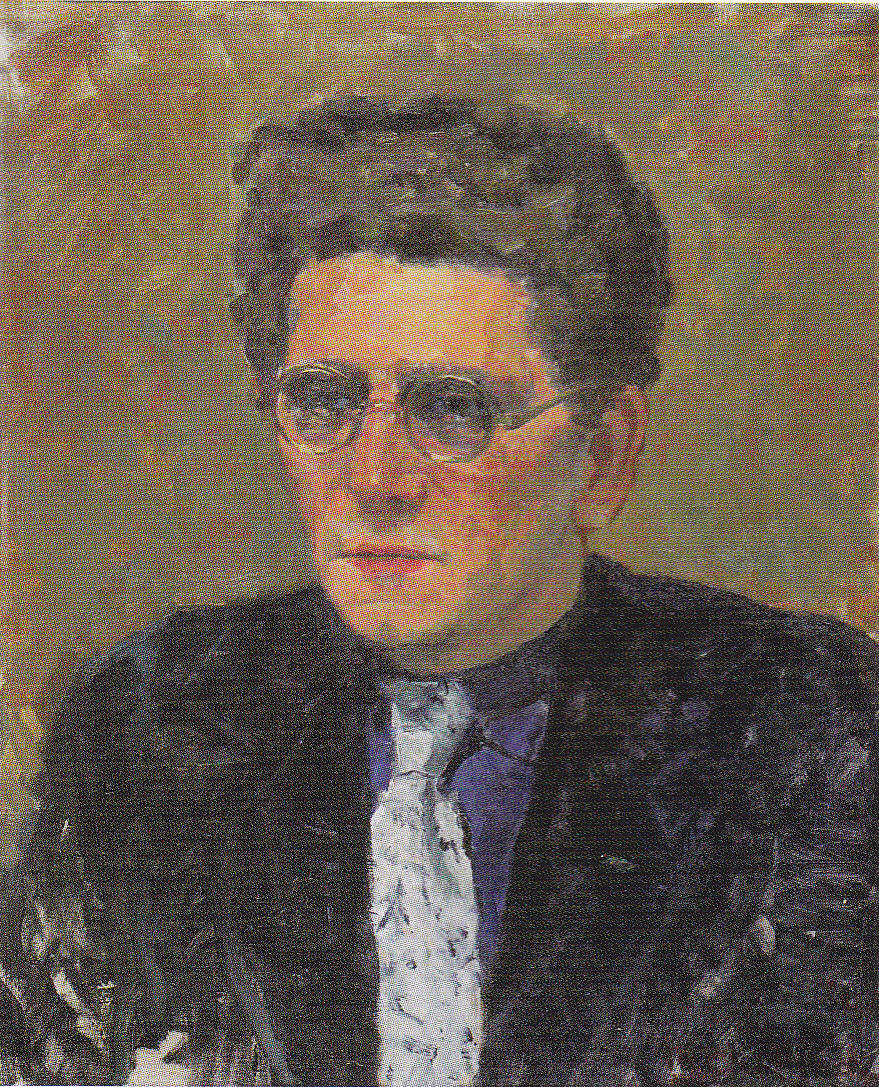
Maurits Dekker en 1941. Portrait réalisé par.

Maurits Rudolph Joël Dekker,  né le 16 juillet 1896 à Amsterdam, et mort le 7 octobre 1962 dans sa ville natale, est un romancier et dramaturge néerlandais.

## Biographie
Il est le fils de Joël Dekker, un marchand juif et un peintre en bâtiment, et de Betje Turksma, une infirmière.

## Œuvre
- 1932 : Réflexe (récit psychologique)[2]
- 1934-1936 : Guillaume d'Orange (récit satirique ou historique)[2]
- 1932 : Le Pain (roman)[2]
- 1949 : Le monde n'a pas de salle d'attente (drame)[2]

## Honneurs et récompenses
- 1949 : Prijs van de Stichting Kunstenaarsverzet (nl)
- 1955 : Marianne Philipsprijs
- 1956 : Extra prijs (nl)
- 1956 : Prozaprijs van de gemeente Amsterdam pour Op zwart stramien